# 鈴木實治郎
鈴木實治郎（日语：すずき じつじろう，1913年11月—1994年4月9日）乃日本實業家，亦是鈴木公司第三任社長，1984年（昭和59年）獲頒勳二等瑞寶章。

## 生平簡歷
鈴木實治郎舊姓為中西，1913年（大正2年）11月出生於靜岡縣藤枝町長樂寺（今藤枝市），為中西辰次郎之四男。小學成績優異，進入新成立的志太中學校（今靜岡縣立藤枝東高等學校）就讀。1934年（昭和9年）自濱松高等工業學校（今靜岡大學工學部）畢業，透過姊夫的介紹進入巴川製紙所上班。翌年透過大學老師的幫助，通過遞信省考試，分派至仙台遞信局電力課就職。作為發電用渦輪的檢查工程師，實治郎在各地火力發電廠之間來回奔波。1937年（昭和12年）調回本部，專門負責日本發送電公司的設立工作。
1940年（昭和15年）與鈴木式織機公司（鈴木式織機株式会社）社長鈴木道雄之三女結婚，為了入贅而改姓鈴木並辭去遞信省職務，同時進入鈴木式織機公司的鑄件工廠工作。彼時太平洋戰爭爆發，該公司也變成軍需工廠，除了製造砲彈，也製造飛機發動機的零組件。戰後公司業務蒸蒸日上，1949年（昭和24年）5月在東京､大阪､名古屋等各證券交易所股票上市，可惜在1950年5月受勞資爭議影響，經營陷入困境。為此實治郎親上火線，積極進行組織再建及精簡人事，並且從豐田自動織機（豐田汽車前身）引進幹部時，辭退董事職務並離開經營階層，回到鑄件工廠專心於機車的開發，後來甚至開設鈴木汽車的銷售代理店。
1960年（昭和35年）時任社長的連襟鈴木俊三要求實治郎回到公司總部，並回鍋擔任董事。1973年（昭和48年）5月發生第一次石油危機之際，實治郎就任鈴木汽車的第三任社長。他除了將汽機車業務拓展至全球，並率領鈴木車隊重返世界摩托車錦標賽。直到1978年6月因病辭去社長一職，後來被該公司聘為顧問。1984年（昭和59年）獲頒勳二等瑞寶章；1994年（平成6年）4月9日逝世，享壽80歲。

## 內部連結
- 鈴木道雄
- 鈴木俊三
- 鈴木修
- 鈴木公司

## 外部連結
- （日語）スズキ株式会社沿革 （页面存档备份，存于）
- （日語）スズキ第三代社長・鈴木實治郎(じつじろう)　志太中から浜松高工へ　世界のスズキへの基礎築く （页面存档备份，存于）

| 鈴木公司歷代社長 |                                |               |
| 前任： 鈴木俊三  | 第3任社長 1973年5月－1978年6月 | 繼任： 鈴木修 |